# Autoblinda AB40/AB41/AB43
En 1940, l'Armée italienne recevait un nouveau modèle d'automitrailleuse : l'Autoblinda Modelo 40. Ce modèle fut amélioré en 1941 et 1943 donnant naissance aux AB41 (690 véhicules produits) et AB43. Ils connurent la Guerre du désert, les Balkans, et pour certains, le Front de l'Est.

## Histoire et contexte

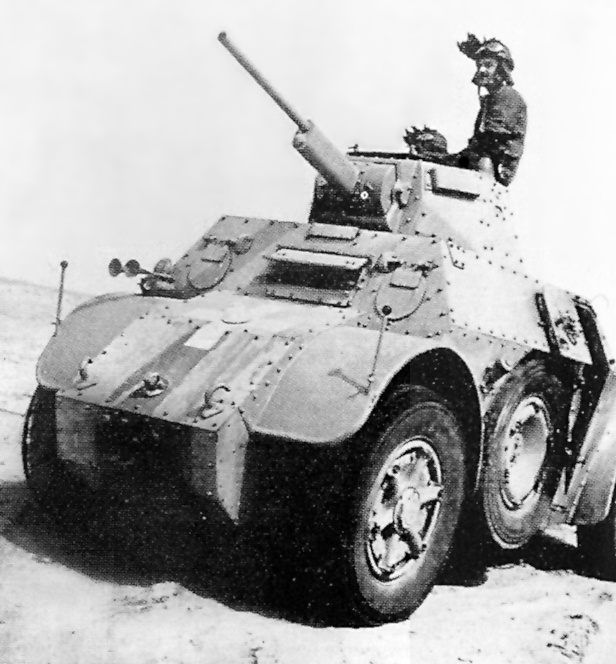
Autoblindée italienne AB41 en Afrique du Nord en 1941

Le Regio Esercito - l'armée de terre du Roi d'Italie - et les armées des colonies africaines de l'Italie, après la campagne d'Éthiopie de 1935-1936 et la guerre civile espagnole (1936-1938), décidèrent de remplacer les anciennes automitrailleuses blindées Fiat 611 et Lancia 1Z par un véhicule plus moderne et mieux adapté à un fonctionnement sur tous terrains. Le premier prototype de ce nouveau véhicule fut présenté au Duce en mai 1939 destiné à la PAI (Police coloniale de l’Afrique italienne) et l'autre en juin 1939 destiné au Regio Esercito. Les deux véhicules étaient armés de deux mitrailleuses italiennes Breda de 8 mm en tourelle et d'une troisième mitrailleuse montée dans la caisse, à l'arrière. Ces deux véhicules donneront naissance à l'Autoblinda AB40. Cette première série sera produite à 24 exemplaires.

## L'autoblinda AB41
Dès l'origine il fut prévu que certains véhicules soient équipés d'un canon Breda de 20 mm à la place d'une des mitrailleuses de tourelle. Les rares combats en France, puis ceux plus intenses contre les Britanniques en Afrique en 1940, décidèrent les autorités militaires Italiennes à équiper toutes les automitrailleuses blindées avec un canon. Cette nouvelle version sera rebaptisée Autoblinda AB41. 557 exemplaires de l'AB41 sortiront de l'usine et seront livrés à l'armée italienne.
L'Autoblinda AB41 était un excellent véhicule 4x4 à 4 roues directrices. En effet il accueillait deux chauffeurs ce qui permettait d'évoluer dans un sens comme dans l'autre aisément sans besoin de procéder à un demi-tour. Pratique pour une manœuvre rapide et sûre. L'AB41 était propulsé par un moteur FIAT S.P.A. Abm essence, 6 cylindres de 4 995 cm3, développant 80 ch qui permettait au véhicule d'atteindre les 80–85 km/h sur route. L'autonomie était de 400 km. L'accès au moteur était cependant peu aisé et pas suffisamment isolé de l'habitacle. Le réservoir supérieur n'était pas protégé et donc vulnérable. L'accès au véhicule se faisait via les deux portes latérales de la caisse. Les deux autres trappes présentes sur la tourelle étaient surtout utilisées pour l'observation et une meilleure aération du véhicule, voire pour une évacuation d'urgence. Les deux sabords présents à l'avant du véhicule abritent les phares avant. Une caractéristique des véhicules SPA : 2 roues de rechange qui flanquent les côtés de la caisse.
Le blindage riveté avait une épaisseur de 9 mm sur les parties verticales de la caisse et de 18 mm pour la tourelle ; les parties horizontales étaient de 6 mm. Ce blindage offrait à l'équipage une très bonne protection contre les armes de petits calibres et les éclats seulement. L'armement principal était constitué d'un canon de 20 mm Breda 1935 anti-aérien approvisionné à 456 coups, situé dans la tourelle biplace, provenant du char léger L6/40. Ce canon était complété par une mitrailleuse Breda de 8 mm coaxiale. Une autre mitrailleuse était située à l'arrière de la superstructure. Les deux mitrailleuses étaient approvisionnées à 1992 coups. Un véhicule sur quatre était équipé d'une mitrailleuse anti-aérienne installée sur le toit de la tourelle.
L'Autoblinda AB41 fut utilisée par l'armée Italienne en Afrique du Nord, en Italie, en Hongrie et sur le front oriental. Dans le désert nord africain, les AB41 furent dotés de pneus larges spéciaux pour évoluer sur le sable. Des kits permettaient aussi à l'AB41 d'évoluer sur voie ferrée, la conversion se faisait en 30 minutes seulement. Les AB41 sur rail furent utilisés contre les partisans dans les Balkans. Certains véhicules sans tourelle furent utilisés comme véhicules de commandement et d'observation pour l'artillerie. Les 200 véhicules capturés par les Allemands fin 1943 furent rebaptisés "Panzerspähwagen AB41 201(i)". Après l'armistice quelques-uns seront encore produits pour le compte des Allemands (20 à 120 selon les sources). Plus tard, l'Allemagne en cédera 110 à l'armée croate.
Cette automitrailleuse est considérée comme l’une des meilleures de la seconde guerre mondiale. Sa vitesse et son autonomie étaient très appréciées des équipages.

## Spécifications techniques AB40
- Motorisation :	FIAT SPA Abm 1, 6 cyl., essence, 80 ch.
- Vitesse maximale : 	78 km/h
- Autonomie :	400 km
- Équipage :	4 hommes
- Masse 	7,38 t
- Longueur : 	5,2 m
- Hauteur :	2,48 m
- Largeur :	1,92 m
- Blindage :	9 mm
- Armement :	2 mitrailleuses Breda Mod. 38 de 8 mm

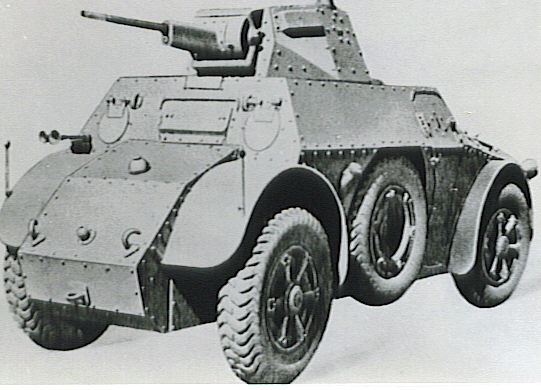
Autoblindée italienne AB40

## Spécifications techniques AB41
- Motorisation : FIAT SPA, 6 cyl., essence, 88 ch.
- Vitesse maximale : 	78 km/h
- Autonomie : 	400 km
- Équipage :	4 hommes
- Masse : 	7,52 t
- Dimensions et blindage identiques à l'AB40
- Armement :	1 canon Breda Mod. 35 AA de 20 mm et 2 mitrailleuses Breda Mod. 38 de 8 mm

## l'Autoblinda AB41/43
Les derniers véhicules AB41 produits en 1943 furent dotés d'un moteur de 108 ch et renommés AB41/43.

## L'Autoblinda AB43
En 1943, une AB41 fut équipée d'un canon semi-automatique de 47 mm dans une tourelle agrandie et mieux protégée. Le nouveau véhicule fut baptisé AB43 mais ne sera jamais affecté à l'armée italienne en raison de l'armistice du 8 septembre 1943.
L'AB43 représente la dernière évolution des autoblindés de la série AB40/41. En 1944, alors que l'Italie est occupée par l'armée nazie allemande qui contrôle les activités industrielles du nord de l'Italie, ils en imposent la production pour leur armée sous le nom de "PzSpWg AB43 203(i)" et affecteront ces modèles aux activités de lutte contre les partisans italiens. Au lendemain de la guerre, les unités fonctionnantes furent confiées aux brigades rapides de la Polizia di Stato italienne.

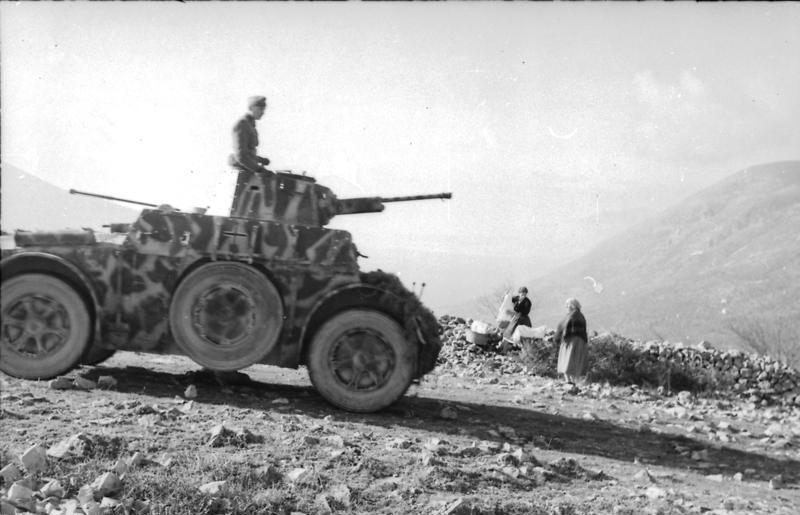
Une AB41 aux couleurs de la Wehrmacht en août 1944.

La caisse de l'AB43 ne sera pas énormément modifiée par rapport à celle des AB40/41, constituée de plaques blindées rivetées sur le châssis. La principale innovation sera l'adoption de la tourelle du char M13/40 armée d'un canon Breda 47/32 Mod. 1935 de 47 mm, à 63 coups. On retrouve les mêmes mitrailleuses Breda Mod.38 de 8 mm à 756 coups chacune. La motorisation conserve le moteur Fiat S.P.A. à essence mais avec une puissance de 108 ch au lieu des 88 ch des AB41.

## L'Autoblinda AS43
C'est à partir du mois de janvier 1944 que des études furent menées en vue de produire une automitrailleuse sur le châssis de l'AS 43, plus économique que ceux de la série AB 41/43. La première planche dessinée par Viberti sur ce projet est datée du 28 janvier 1944, et la dernière modification fut apportée le 3 avril de la même année. La production commença alors pour quelques exemplaires de ce véhicule, désigné Carrozzeria Speciale AS43 Viberti, dont la tourelle était similaire à celle du char léger L6/40.
Ces automitrailleuses furent utilisées par le Gruppo Leonessa de la GNR, comme l'attestent les photos de la parade de Turin le 9 mai 1944, sur lesquelles on peut voir deux de ces véhicules. Elles furent probablement assignées à cette unité début mai, et servirent au sein des 2a et 3a compagnie qui occupaient la caserne Dabormida à Turin. La seule immatriculation connue est la suivante : GNR 0151.

## Pays utilisateurs
Type AB40
- - Armée de terre italienne - 24

Type AB41
- - Armée de terre italienne - 690
- - Wehrmacht - 200

Type AB43
- - Wehrmacht - 70